# Rosazzo

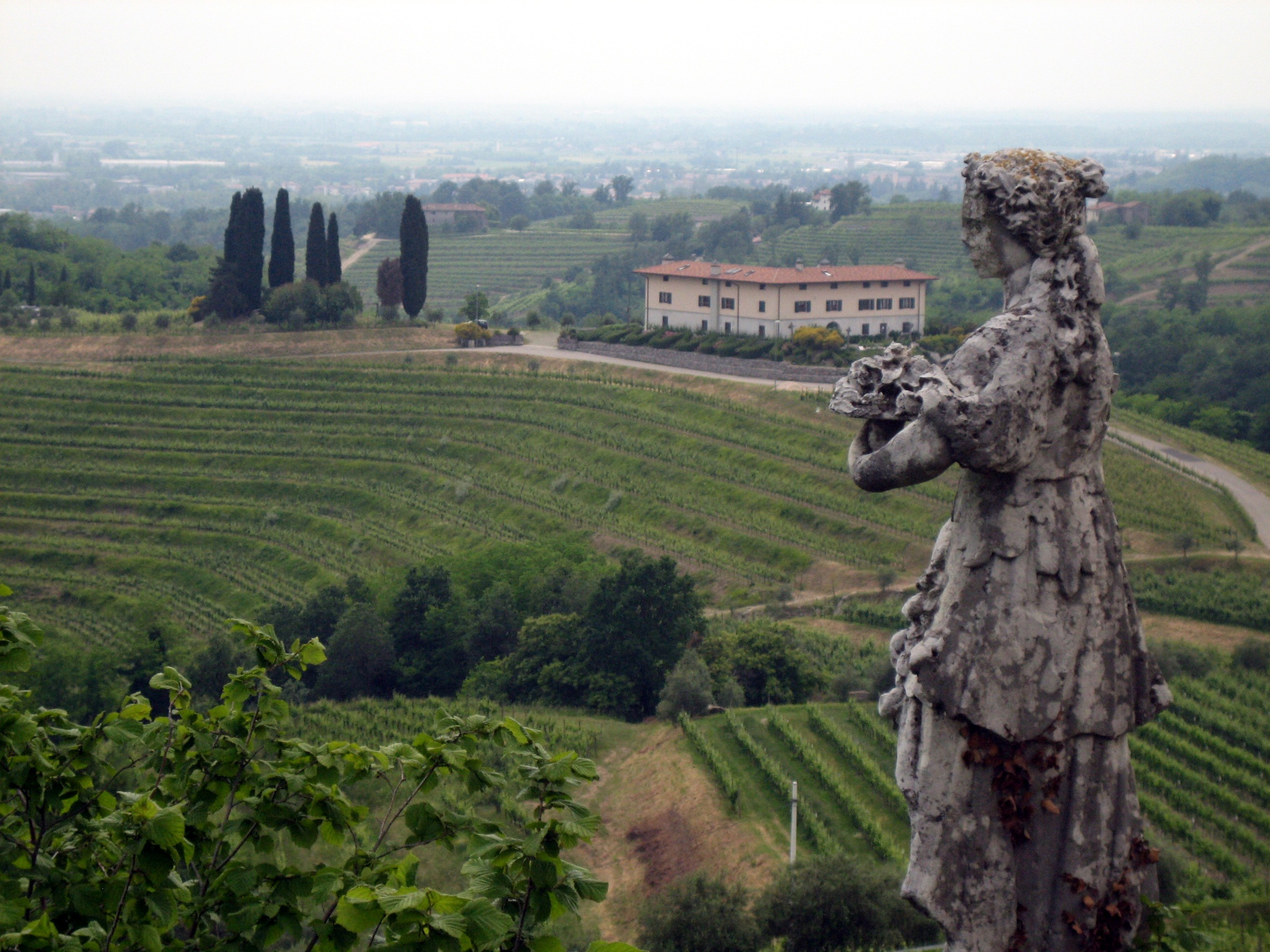
Abbazia di Rosazzo

Rosazzo DOCG ist ein italienischer Weißwein, der in der Region Friaul-Julisch Venetien erzeugt wird. Er besitzt seit 2011 die Auszeichnung einer „kontrollierten und garantierten Herkunftsbezeichnung“ (DOCG), die am 7. März 2014 aktualisiert wurde.

## Anbaugebiet

Lage der Gemeinde Corno di Rosazzo in der ehemaligen Provinz Udine (Region Friaul-Julisch Venetien)

Der Anbau der Reben, die Vinifikation und die Abfüllung dürfen nur in folgenden Gemeinden der Region Friaul-Julisch Venetien stattfinden: San Giovanni al Natisone, Manzano und Corno di Rosazzo. Das Weinbaugebiet ist sehr klein.

## Erzeugung
Folgende Rebsorten sind für die Erzeugung zugelassen:
- mindestens 50 % Friulano
- 20–30 % Sauvignon Blanc
- 20–30 % Pinot bianco und/oder Chardonnay
- höchstens 10 % Ribolla Gialla
- höchstens 5 % andere weiße Rebsorten, die für den Anbau in der Provinz Udine zugelassen sind, dürfen zugesetzt werden.

## Beschreibung
- Farbe: mehr oder weniger intensives Strohgelb
- Geruch:charakteristisch, zart
- Geschmack: trocken, harmonisch, weinig
- Alkoholgehalt: mindestens 12,0 % Vol.
- Säuregehalt: mind. 4,0 g/l
- Trockenextrakt: mind. 19,0 g/l[1]